# 986 Amelia
Amelia (asteroide 986) é um asteroide da cintura principal com um diâmetro de 50,94 quilómetros, a 2,5156114 UA. Possui uma excentricidade de 0,1986935 e um período orbital de 2 031,71 dias (5,56 anos).
Amelia tem uma velocidade orbital média de 16,81010056 km/s e uma inclinação de 14,79219º.
Esse asteroide foi descoberto em 19 de Outubro de 1922 por José Comas y Solá.